# Городищенська сільська рада (Чуднівський район)
Городищенська сільська рада — колишня адміністративно-територіальна одиниця та орган місцевого самоврядування у Чуднівському районі Бердичівської округи, Вінницької та Житомирської областей Української РСР з адміністративним центром у селі Городище.

## Населені пункти
Сільській раді на момент ліквідації були підпорядковані населені пункти:
- с. Городище

## Населення
Відповідно до перепису населення СРСР, на 17 грудня 1926 року чисельність населення ради становила 793 особи, з них за статтю: чоловіків — 377, жінок — 416; за етнічним складом: українців — 760, поляків — 28, чехів — 5. Кількість домогосподарств — 157, з них, несільського типу — 4.

## Історія та адміністративний устрій
Створена 2 січня 1926 року, відповідно до рішення Бердичівської ОАТК № 1/4 «Про відкриття нових сільрад», в с. Городище Короченської сільської ради Чуднівського району Бердичівської округи.
Станом на 1 вересня 1946 року сільська рада входила до складу Чуднівського району Житомирської області, на обліку в раді перебувало с. Городище.
Ліквідована 11 серпня 1954 року, внаслідок виконання указу Президії Верховної ради УРСР «Про укрупнення сільських рад по Житомирській області», територію та с. Городище передано до складу Тютюнниківської сільської ради Чуднівського району Житомирської області.